# 曾照喜
曾照喜（1935年11月28日—2020年8月6日），男，安徽临泉人，中国人民解放军少将，曾任南京军区副参谋长。

## 生平
1935年生于河南省新蔡县龙口乡赵楼村。1951年参军入伍，在中国人民志愿军26军76师227团2营4连担任战士。1954年4月加入中国共产党，1955年任副排长，营属通信排长。1956年1月入重庆炮兵学校学习，1958年毕业后任连副指导员，1960年入汉口步兵学校学习，历任步兵227团司令部作训参谋、股长，76师司令部作训科副科长、科长。1970年参加中共九届二中全会（庐山会议）警卫工作。1971年8月任步兵262团团长，1975年任第29军第86师参谋长，1976年9月任第29军参谋长。1978年进入北京高等军事学院学习。1983年任第29军军长，1984年6月进入北京国防大学国防研究班学习。1988年至1992年，任南京军区舟嵊守备区司令员。1988年被授予少将军衔。1993年任南京军区副参谋长，1994年退休。2020年8月6日13时25分在上海长征医院逝世。

## 出版物
- 曾照喜. . 南昌: 江西人民出版社. 2007. ISBN 9787210036098.